# Lực giật lùi (súng)

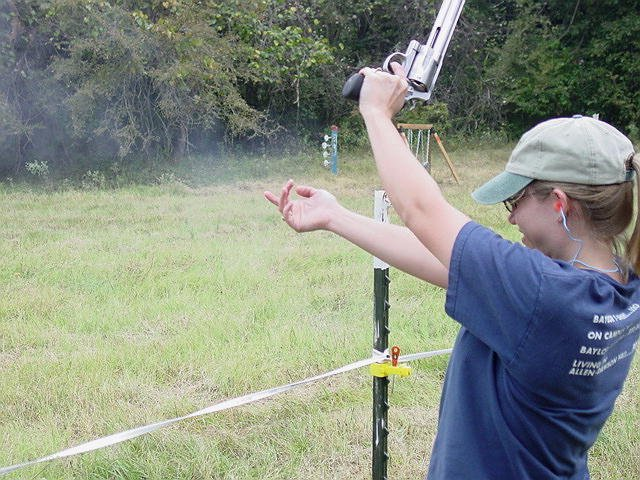
Lực giật khi khai hỏa súng ổ quay Smith & Wesson Model 500.

Lực giật lùi của súng (còn gọi là độ giật) là lực phát sinh khi khai hỏa làm cho súng bị đẩy ngược lại hướng bắn, khiến cho xạ thủ gặp khó khăn trong việc giữ súng ở vị trí ổn định để khai hỏa tiếp tục.
Thông thường có ba loại giật của súng.
- Loại thứ nhất và xảy ra đầu tiên là khi mới khai hỏa, lò xo búa hoặc lò xo kim hỏa bung ra đẩy khóa nòng, kim hỏa về phía trước đồng thời làm phát sinh phản lực ngược trở lại làm súng lùi về sau.
- Loại thứ hai và xảy ra tiếp theo loại trên là thuốc súng trong viên đạn cháy, sinh ra lực nén đẩy đầu đạn về phía trước và đồng thời đẩy đáy đạn về phía sau. Lực đẩy về phía sau này truyền qua khóa súng đẩy cả súng về phía sau.
- Loại thứ ba và xảy ra sau cùng là khi đầu đạn thoát khỏi nòng súng, khí thuốc súng bị đốt cháy thoát khỏi miệng súng làm cho áp suất trong nòng thấp hơn áp suất không khí bên ngoài, khiến cho nòng sùng bị áp suất không khí bên ngoài đẩy lùi lại.

Khi súng bị đẩy lùi về gặp vật cản là vai hoặc tay của xạ thủ thì nòng súng bị đẩy lên trên.
Đã có nhiều cố gắng thiết kế súng để triệt tiêu một hoặc vài loại lực giật nói trên, như chóp bù giật gắn ở đầu nòng, bộ đệm giật, tấm giật (lót ở cuối báng súng nơi tỳ vào vai xạ thủ), hệ thống cân bằng lực giật tự động do các kỹ sư Liên Xô áp dụng cho súng AN-94 hay AEK-971, hay như hệ thống giảm nảy do Vector chế tạo cho súng KRISS Vector. Tuy nhiên, không sáng tạo nào triệt tiêu hoàn toàn được lực giật và nhiều trường hợp làm cho cấu tạo súng phức tạp thêm khiến cho độ tin cậy của súng bị giảm.